# Friedrich Wilhelm Hymmen
Friedrich Wilhelm Hymmen (* 8. Juni 1913 in Soest; † 25. März 1995 in Würzburg) war ein deutscher Schriftsteller und Redakteur. Er rief 1951 die Stiftung des Hörspielpreises der Kriegsblinden ins Leben, der später zur bedeutendsten Auszeichnung für Autoren deutschsprachiger Hörspiele wurde.

## Leben
Hymmen war ein Sohn es evangelischen Theologen Johannes Hymmen und wuchs in Münster auf, wo er 1929 der Hitlerjugend beitrat und 1932 am Schillergymnasium sein Abitur ablegte. Er studierte Germanistik und Geschichte in Münster und Berlin und absolvierte daneben auch die Reichspresseschule in Berlin. Zum 1. März 1935 trat er der NSDAP bei (Mitgliedsnummer 3.602.995). 1937 bis 1939 war er stellvertretender Hauptschriftleiter der vom Reichsjugendführer Baldur von Schirach herausgegebenen Halbmonatsschrift Wille und Macht. Den Kriegsdienst, zu dem er 1939 einberufen wurde, musste er 1942 wegen einer Augenverletzung abbrechen und war danach als freier Schriftsteller tätig. Nach 1945 war er auch Pressereferent des Bundes der Kriegsblinden und gründete 1951 die Stiftung Hörspielpreis der Kriegsblinden, der später zur bedeutendsten Auszeichnung für Autoren deutschsprachiger Hörspiele wurde. Ab 1949 war er freier Mitarbeiter beim Informationsdienst Kirche und Rundfunk beim Evangelischen Pressedienst, von 1958 bis 1978 als Chefredakteur; dort war er bis 1968 zunächst in Bielefeld, später in Frankfurt am Main tätig.

## Schriften
- 26 Häuser. Novelle. L. Schmidt & Spring 1935.
- Die Pfuscher. Novelle. 1935.
- Der Vasall. Tragödie. Langen-Müller, Berlin 1936.
- Zwischen schiefen Wänden. Langen-Müller, Berlin 1936.
- Tramp mit Malkasten. Abenteuerliche Fahrt durch Italien. Hanns-Jörg Fischer, Berlin 1937.
- Beton. Drama in 3 Akten. Langen-Müller, Berlin 1938.
- Die Petersburger Krönung. Tragödie in 3 Akten. Langen-Müller, Berlin 1941.
- Briefe an eine Trauernde. Vom Sinn des Soldatentodes. Engelhorn, Stuttgart 1942.
- Die sieben Schönsten. Tanzspiel. UA Prag 1944.
- Die Majestätsbeleidigung. Novelle. 1949.
- Das Kabel. Fakten und Illusionen.  Haus d. Evang. Publizistik, Frankfurt/Main 1975.
- Kirche und neue Medien. 1981.

Als Herausgeber
- Kriegsblindenjahrbuch. 1951–1961.
- Wir Kriegsblinden und unsere Gemeinschaft, 1916-1956 . Bund der Kriegsblinden Deutschlands e.V., Bonn 1956.
- Unsere Kurfürsorge 1920-1960. 40 Jahre Kur- und Erholungsfürsorge des Bundes der Kriegsblinden Deutschlands e.V. Bund der Kriegsblinden Deutschlands e.V., Bonn 1960.

## Auszeichnungen
- 1942: Hermann-Löns-Literaturpreis
- 1943: Dietrich-Eckart-Preis der Stadt Hamburg
- 1978: Goldene Ehrenmedaille
- 1979: Adolf-Grimme-Preis
- 1979: Hans-Bredow-Medaille des SFB
- 1988: Ehrenbecher des Bundes der Kriegsblinden